# Euxoa modesta
Euxoa modesta là một loài bướm đêm trong họ Noctuidae.